# II wojna światowa: Rajd na Berlin
II wojna światowa: Rajd na Berlin – komputerowa gra akcji wyprodukowana i wydana przez City Interactive w 2004 roku na komputery osobiste. Na rynkach zagranicznych została wydana pod tytułem Battlestrike: The Road to Berlin.

## Rozgrywka i fabuła
II wojna światowa: Rajd na Berlin jest grą akcji łączącą gatunki strzelanki pierwszoosobowej i trzecioosobowej. Gracz wciela się w postać bezimiennego amerykańskiego żołnierza walczącego w czasie II wojny światowej na froncie zachodnim. Gra składa się z 16 krótkich etapów, w których celem jest zniszczenie jednostek nieprzyjaciela, obrona pozycji lub eskorta oddziałów macierzystych. W części misji gracz bezpośrednio steruje żołnierzem z perspektywy pierwszej osoby, wykorzystując ręczny karabin maszynowy lub karabin snajperski, w innych natomiast postać porusza się pojazdem sterowanym automatycznie przez grę (M16 MGMC, M4 Sherman), w którym obsługuje broń pokładową, taką jak sprzężony poczwórny karabin maszynowy Browning M2 lub działo czołgowe. Dostępne są także misje lotnicze, w których bohater siada za sterami myśliwca P-38 Lightning i P-51 Mustang lub obsługuje karabin maszynowy w obrotowej kopule jako strzelec pokładowy w bombowcu Avro Lancaster; misje w pojazdach i samolotach są przedstawione z perspektywy trzeciej osoby. Rozgrywka dostępna jest wyłącznie w trybie jednoosobowym.
Fabuła w grze jest ledwo zauważalna. Bezimienny bohater, który nie wypowiada żadnych kwestii, bierze udział w kolejnych bitwach II wojny światowej, takich jak lądowanie w Normandii, bitwa o Ardeny, czy bitwa o Berlin.